# Município de Pleasant (condado de Knox, Ohio)
O município de Pleasant (em inglês: Pleasant Township) é um município localizado no condado de Knox no estado estadounidense de Ohio. No ano de 2010 tinha uma população de 1.606 habitantes e uma densidade populacional de 34,42 pessoas por km².

## Geografia
O município de Pleasant encontra-se localizado nas coordenadas 40° 20′ 25″ N, 82° 24′ 47″ O. Segundo o Departamento do Censo dos Estados Unidos, o município tem uma superfície total de 46.66 km², da qual 46,48 km² correspondem a terra firme e (0,37 %) 0,17 km² é água.

## Demografia
Segundo o censo de 2010, tinha 1.606 habitantes residindo no município de Pleasant. A densidade populacional era de 34,42 hab./km². Dos 1.606 habitantes, o município de Pleasant estava composto pelo 97,7 % brancos, o 0,19 % eram afroamericanos, o 0,06 % eram amerindios, o 0,37 % eram asiáticos, o 0,68 % eram de outras raças e o 1 % eram de uma mistura de raças. Do total da população o 1,31 % eram hispanos ou latinos de qualquer raça.